# 마이클 미셸
마이클 미셸(Michael Michele, 1966년 8월 30일 ~ )은 미국의 배우이다.

## 출연 작품
- 딜리리엄 (2014)
- 컴퍼니 타운 (2006)
- 하우스 M.D. (2004)
- 10일 안에 남자 친구에게 차이는 법 (2003)
- 카슨 데일리 쇼 (2002)
- 다크 블루 (2002)
- 알리 (2001)
- 더 레이트 레이트 쇼 위드 크레이그 킬본 (1999)
- 크리처 (1998)
- 백색지대 2 (1998)
- 식스맨 (1997)
- ER (1994)
- 퍼스널 터치 (1992)
- 뉴 잭 시티 (1991)